# Dactylorhiza maculata
Espèce
Classification phylogénétique
Statut CITES
Dactylorhiza maculata est une espèce de plantes herbacées vivaces de la famille des Orchidaceae.
D. maculata désigne l'espèce orchis tacheté mais on la divise en nombreuses sous-espèces. Les feuilles sont tachées de brun foncé, les taches sont orientées transversalement. Les fleurs sont rose-violet ou blanches (souvent tachetées).

## Sous-espèces
- Dactylorhiza maculata subsp. battandieri (Raynaud) H.Baumann & Künkele
- Dactylorhiza maculata subsp. caramulensis Verm.
- Dactylorhiza maculata subsp. elodes (Griseb.) Soó
- Dactylorhiza maculata subsp. ericetorum (E.F.Linton) P.F.Hunt & Summerh.
- Dactylorhiza maculata subsp. islandica (Á.Löve & D.Löve) Soó
- Dactylorhiza maculata subsp. maculata - L'orchis tacheté à proprement parler
- Dactylorhiza maculata subsp. maurusia (Emb. & Maire) Soó
- Dactylorhiza maculata subsp. podesta (Landwehr) Kreutz
- Dactylorhiza maculata subsp. rhoumensis (Hesl.-Harr.f.) Soó
- Dactylorhiza maculata subsp. savogiensis (D.Tyteca & Gathoye) Kreutz
- Dactylorhiza maculata subsp. schurii (Klinge) Soó
- Dactylorhiza maculata subsp. transsilvanica (Schur) Soó

## Répartition
Toute l'Europe, même en Islande.